# Camuñas
Camuñas est une commune d'Espagne de la province de Tolède dans la communauté autonome de Castille-La Manche.

## Géographie
La municipalité est située dans les contreforts de la montagne Cabeza-gorda, sur la rive gauche de la rivière Amarguillo, dans la région de La Mancha. Elle est limitrophe des municipalités de Puerto Lápice et Herencia, dans la province de Ciudad Real, et de Madridejos et Villafranca de los Caballeros dans la province de Tolède.

## Administration
| Période                                  | Période | Identité | Étiquette | Qualité |
| ---------------------------------------- | ------- | -------- | --------- | ------- |
|                                          |         |          |           |         |
| Les données manquantes sont à compléter. |         |          |           |         |

## Culture

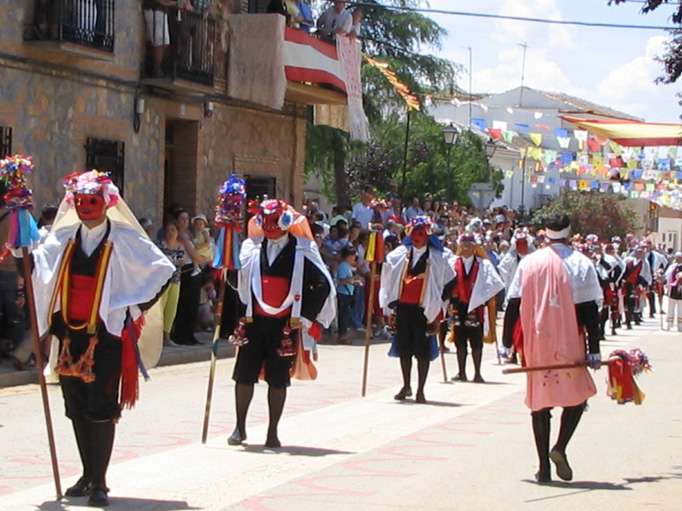
Fête des Pecados y Danzantes

### Fête locale traditionnelle
Comme depuis plusieurs siècles, à Camuñas comme dans le village de Pavon au Nicaragua, un rituel « sauvage » durant plusieurs jours lors de la Fête-Dieu (Corpus Christi) oppose le groupe de pecados (péchés) portant un masque pourvu de deux cornes et d'un nez camus à celui des danzantes (danseurs) appelés aussi judíos, portant un masque pourvu d'un long nez busqué, dans un tintamarre de percussions, de rugissements et d'agressivité. À leur tête, se trouvent un pecado mayor (péché majeur) et un judío mayor (juif majeur) se disputant le rôle du Mal et du Bien, qui interrogent encore les ethnologues et exégètes sur leur dimension antisémite,.

## Galerie

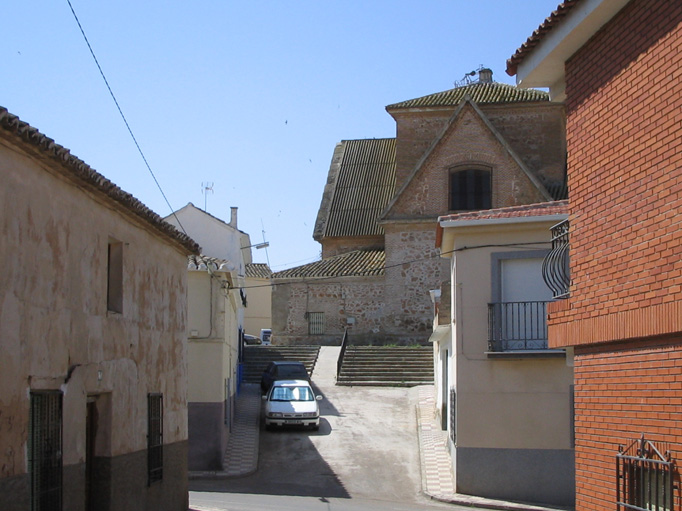
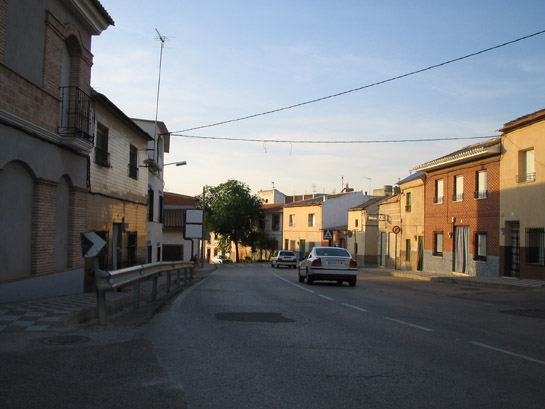
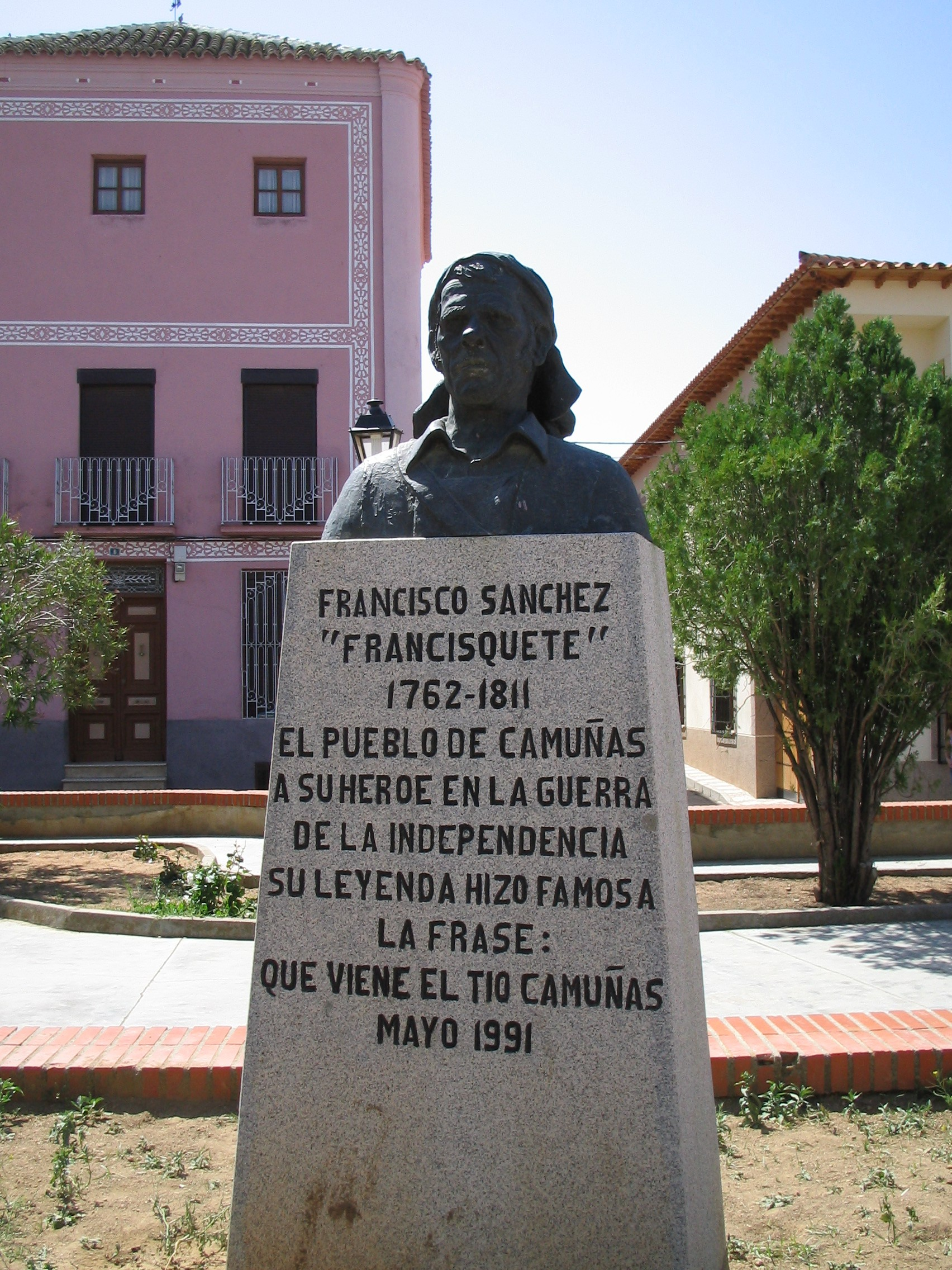
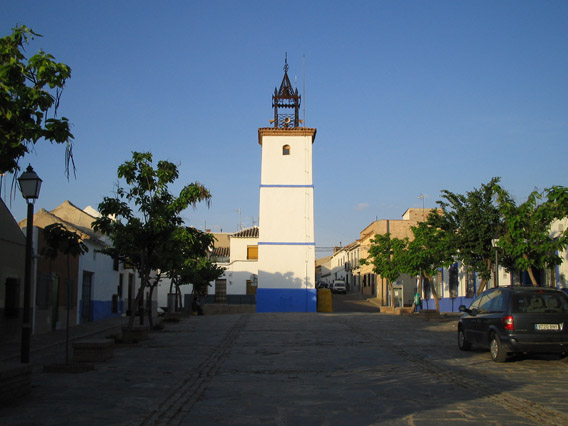
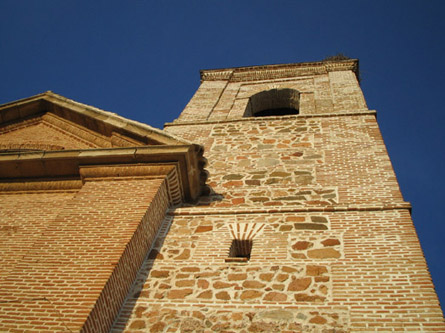
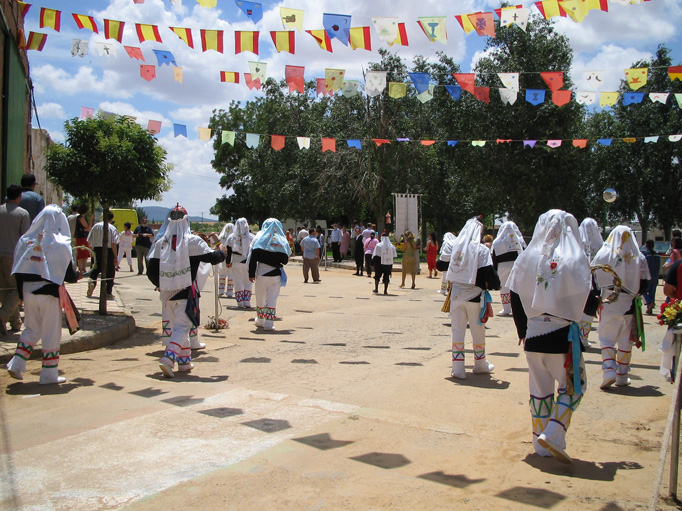
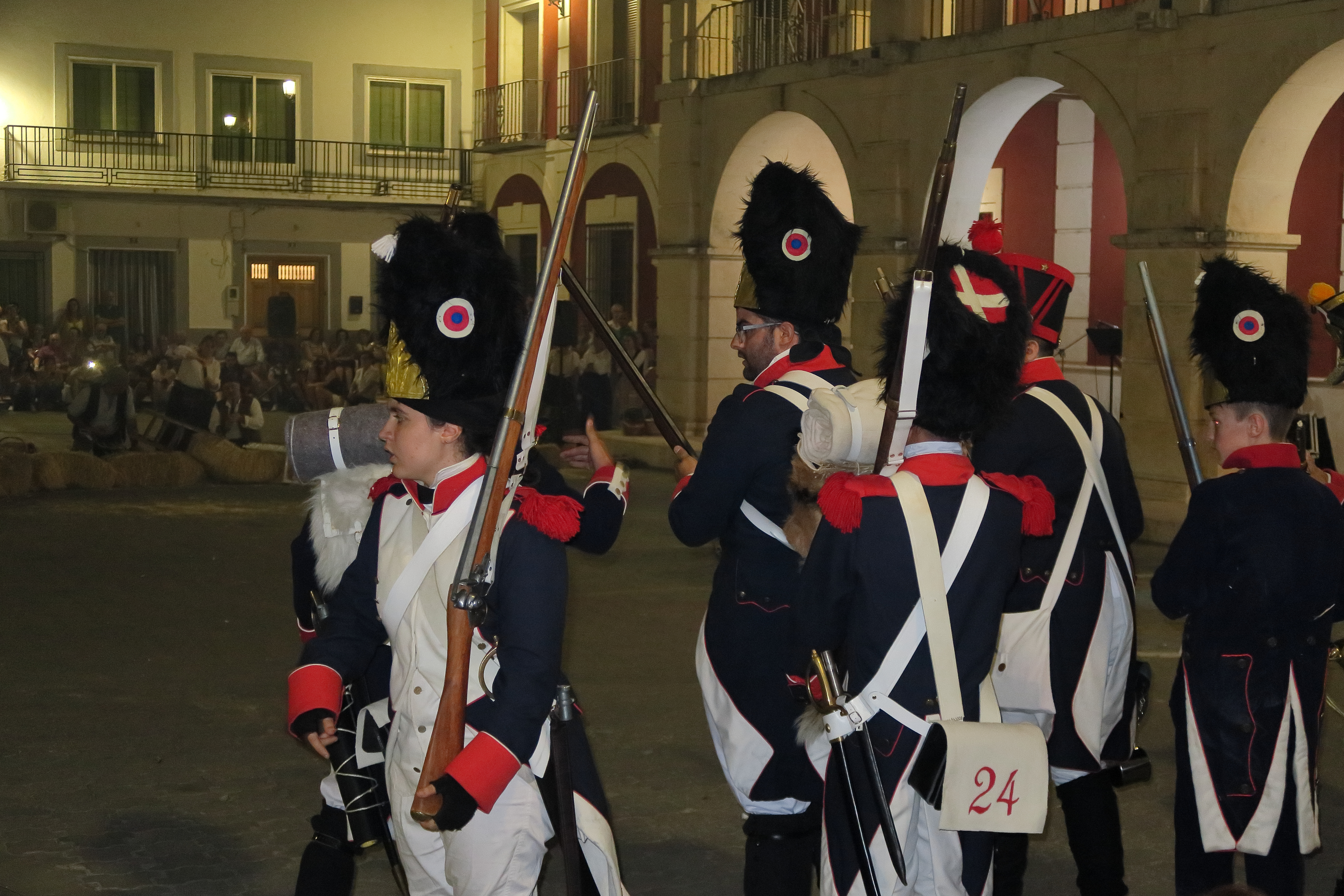

- Fichier:Este_de_Camuñas,_iglesia.jpg
- Fichier:Avenida_de_Castilla_la_Mancha.jpg
- Fichier:Tio_Camuñas.jpg
- Fichier:Plaza_de_Ramón_y_Caja_(Camuñas).jpg
- Fichier:Iglesia_de_Nuestra_Señora_de_la_Asunción.jpg
- Fichier:Corpus_Christi_Camuñas.jpg
- Fichier:Representación_teatral_de_enfrentamiento_guerrilleros_Tío_Camuñas_y_soldados_napoleonicos_(5_de_octubre_de_1809),_06.jpg